# Terno d’Isola
Terno d’Isola ist eine norditalienische Gemeinde (comune) mit 8014 Einwohnern (Stand 31. Dezember 2023) in der Provinz Bergamo in der Lombardei.

## Geografie
Die Gemeinde liegt an der Bahnstrecke von Bergamo nach Mailand im Dreieck zwischen den Flüssen Adda und Brembo etwa zwölf Kilometer westlich von Bergamo.

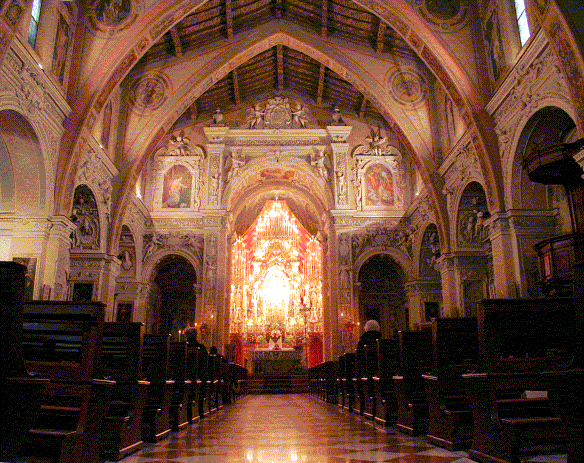
Die Kirche des heiligen Victor Maurus von innen

## Sehenswürdigkeiten
Von besonderer Bedeutung ist die dem Victor von Mailand (Vittore il Moro) gewidmete Kirche. Sie wurde im 8. Jahrhundert auf einem früheren heidnischen Kultplatz errichtet.

## Veranstaltungen
Zur Sommersonnenwende finden mittelalterliche Festspiele in der Gemeinde statt (Palio di San Donato).